# Dicranoptycha griveaudi
Dicranoptycha griveaudi är en tvåvingeart som beskrevs av Alexander 1965. Dicranoptycha griveaudi ingår i släktet Dicranoptycha och familjen småharkrankar.
Artens utbredningsområde är Madagaskar. Inga underarter finns listade i Catalogue of Life.